# Renault Twizy
Renault Twizy — двухместный электрический городской автомобиль. Разработан компанией Рено, выпускается на заводе в Вальядолиде, Испания. Две модели в Европе классифицируются как тяжелый квадроцикл и легкий квадрицикл.

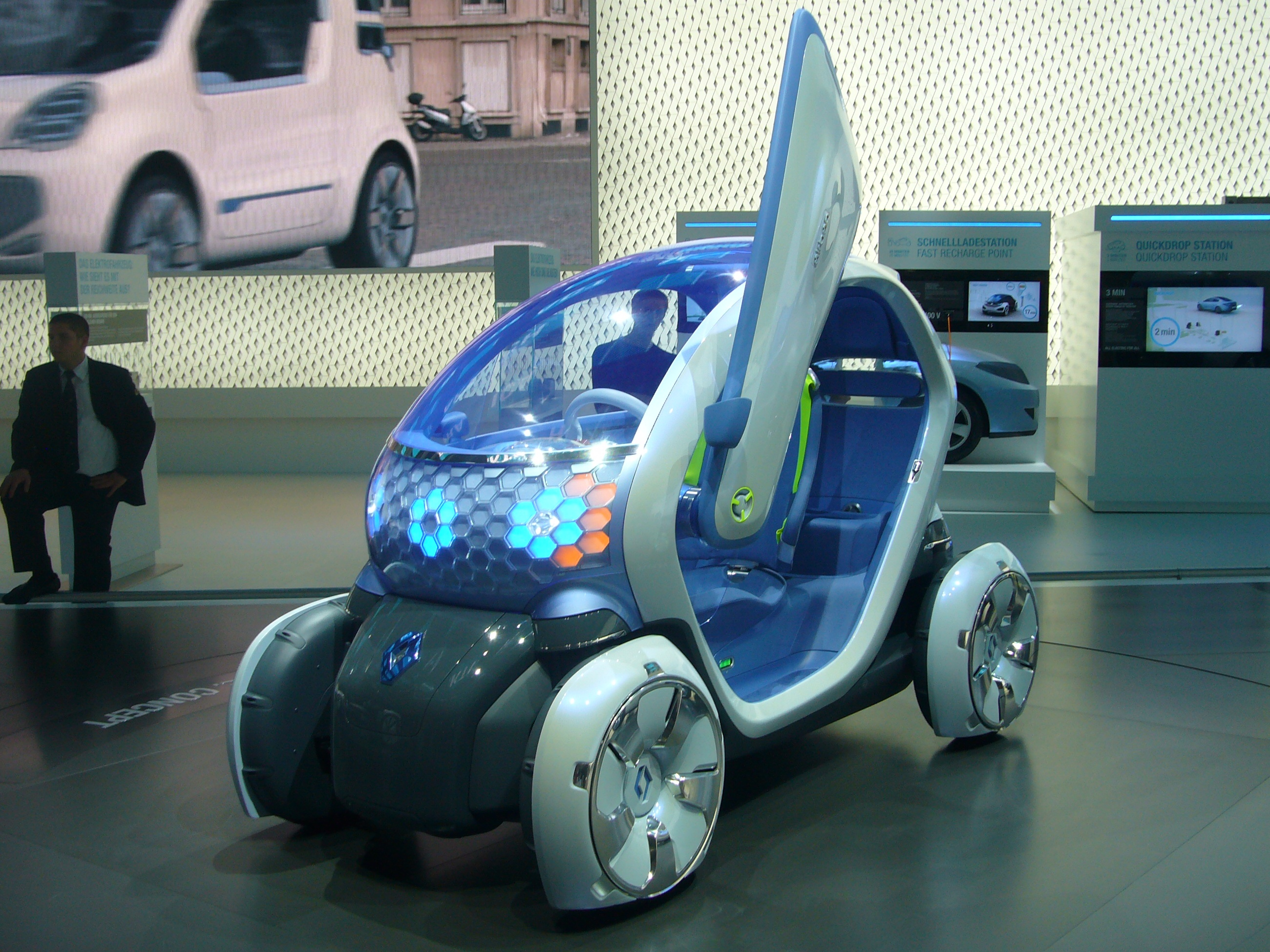
Концепция в 2009 году

Максимальный пробег 100 километров.

## История
Twizy дебютировал как концепт-кар в 2009 году на Франкфуртском автосалоне.
В мае 2011 года, компания Рено объявила, что они будут производить Твизи и начала принимать заказы.
В марте 2012 года Twizy вышел на рынок во Франции, через месяц дебютировал в Великобритании и ряде других европейских стран.
Доступен в трех исполнениях, стоимостью от €6990 до €8490. В цену Twizy  не включается аккумулятор, который сдается в аренду за ежемесячную плату. Эта ежемесячная плата покрывает помощь на дороге, замену аккумулятора и гарантию.
Twizy был самым продаваемым электромобилем в Европе в течение 2012 года. С момента своего появления, было продано 15000 Twizy до апреля 2015, 
в основном в Германии, Франции, Италии и Испании.

## Renault Twizy в России
В 2016 году было объявлено о начале продаж модели Renault Twizy на российском рынке. Машина предлагается в пассажирском и грузовом вариантах по цене от 799 000 рублей.

## Urban 45
В Европе цена €6990 с ежемесячной арендной платой в €50.
Имеет мотор мощностью 4 кВт (5 л. с.), Максимальная скорость 45 км/ч

## Urban 80
Модель имеет электромотор 13 кВт (18 л. с.). Максимальная скорость — 100 км/ч. Цена — €7,690.

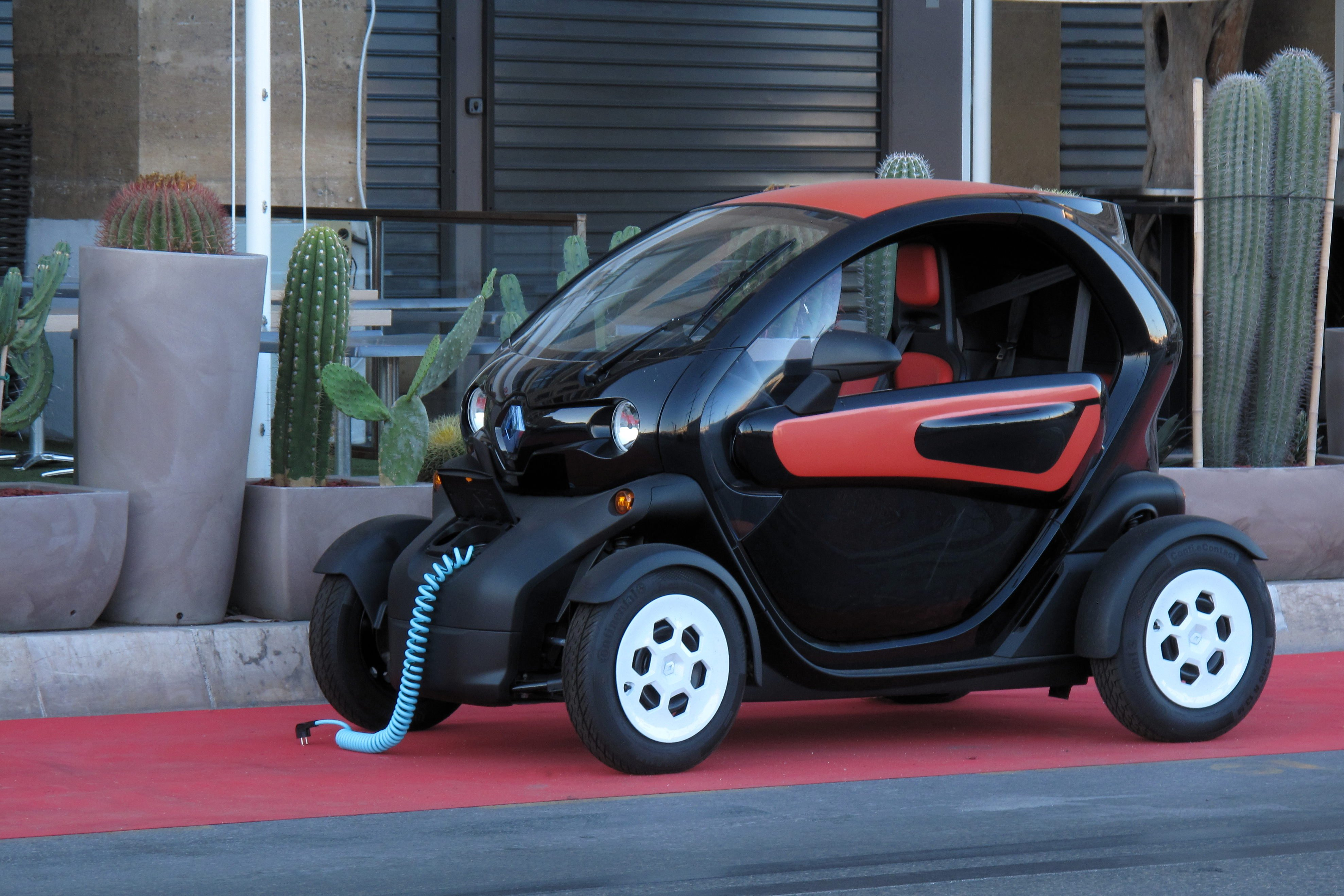
Твизи во время подзарядки.

Литий-ионный аккумулятор 6.1 КВт-час расположен под передним сиденьем. Электромобиль имеет вес 474 кг, включая вес батареи — 100 кг. Пробег 100 км, в реальных условиях — около 80 км. В наихудших условиях (высокая скорость, отсутствие ЭКО-вождения) может спуститься до 50 км.
Аккумулятор заряжается раздвижным спиральным кабелем, хранящимся под клапаном на передней части транспортного средства. Интегрированное зарядное устройство совместимо с обычными терминалами зарядки аккумулятора, а также стандартными 220 V, 10 A бытовой электросети. Полная зарядка аккумулятора занимает около трех с половиной часов.

## Галерея

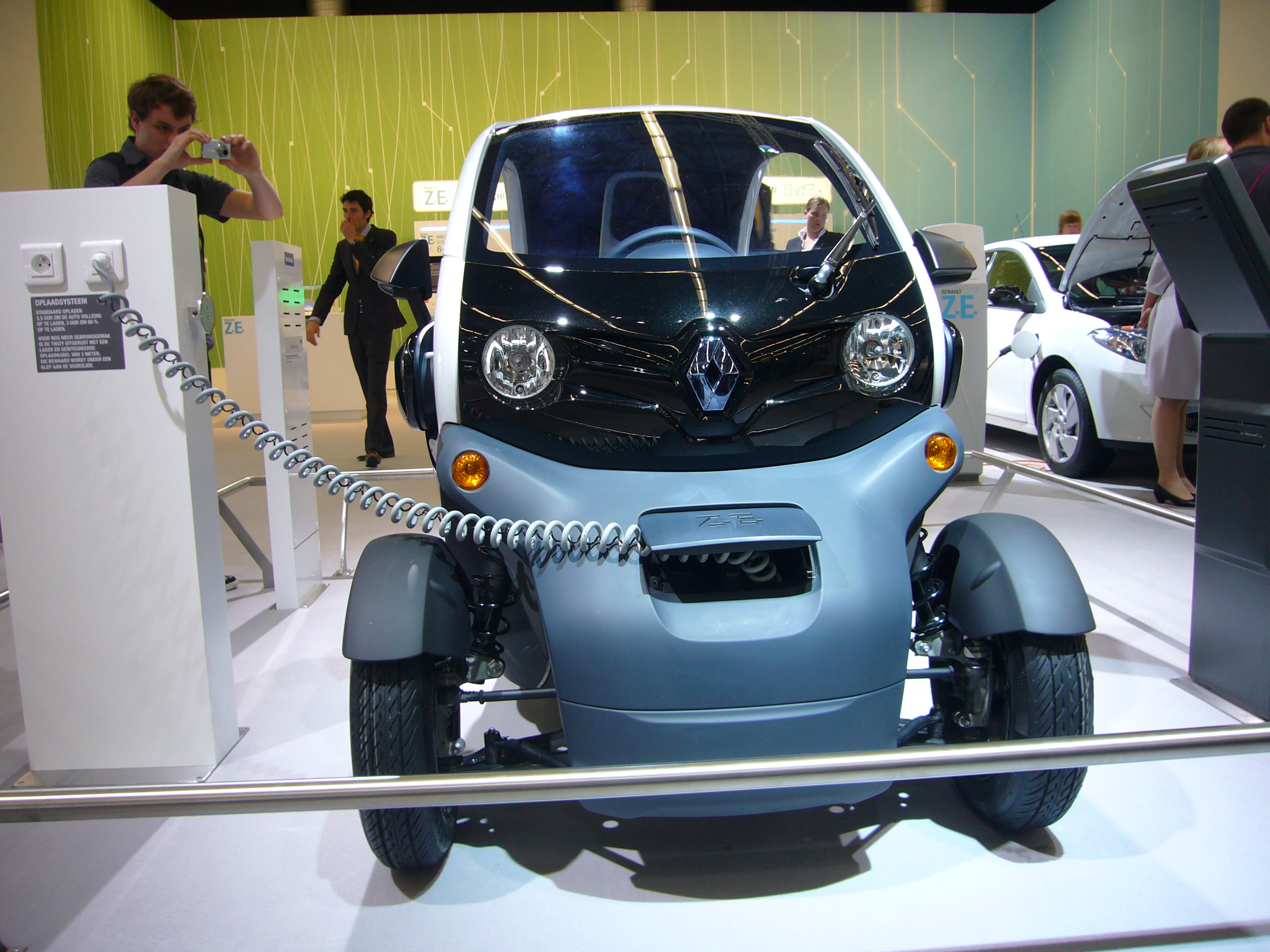
Пересмотренная концепция, 2010, демонстрировалась на AutoRAI в Амстердаме.
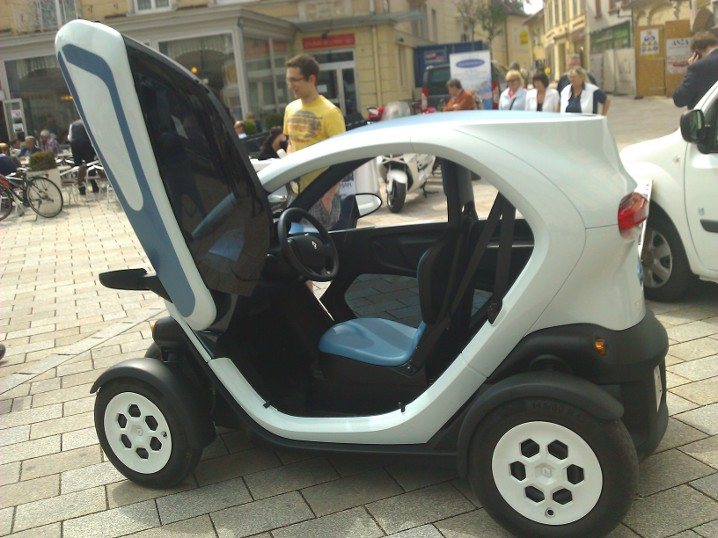
Автосалоне в Баден, 2012-05-05.
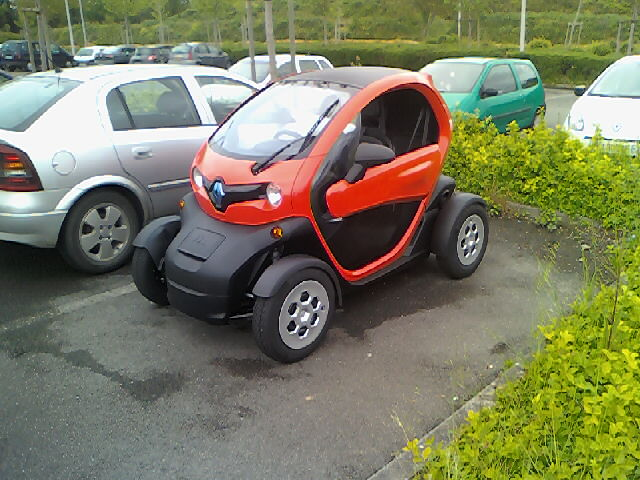
В сравнении с обычным автомобилем.
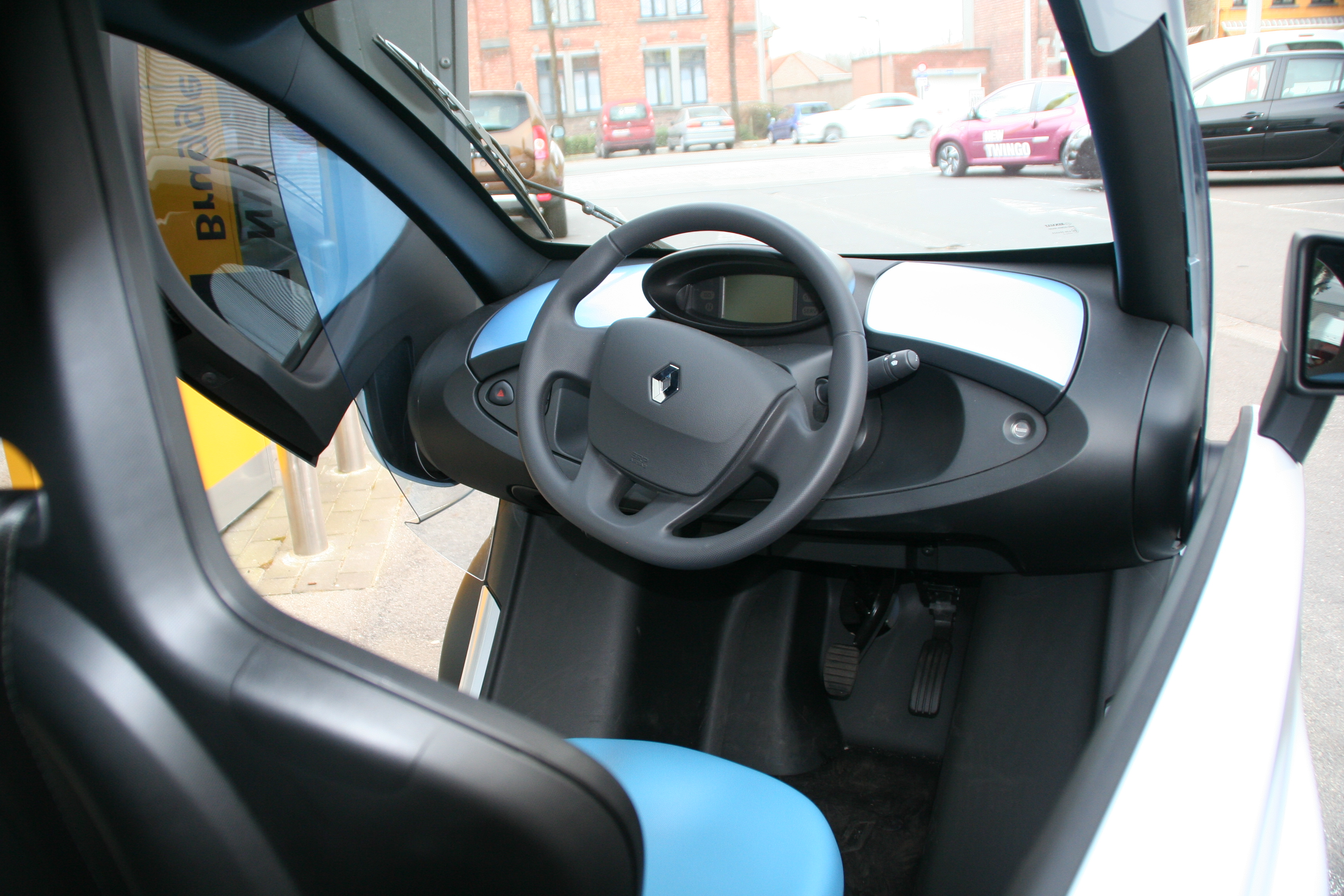
Интерьер.
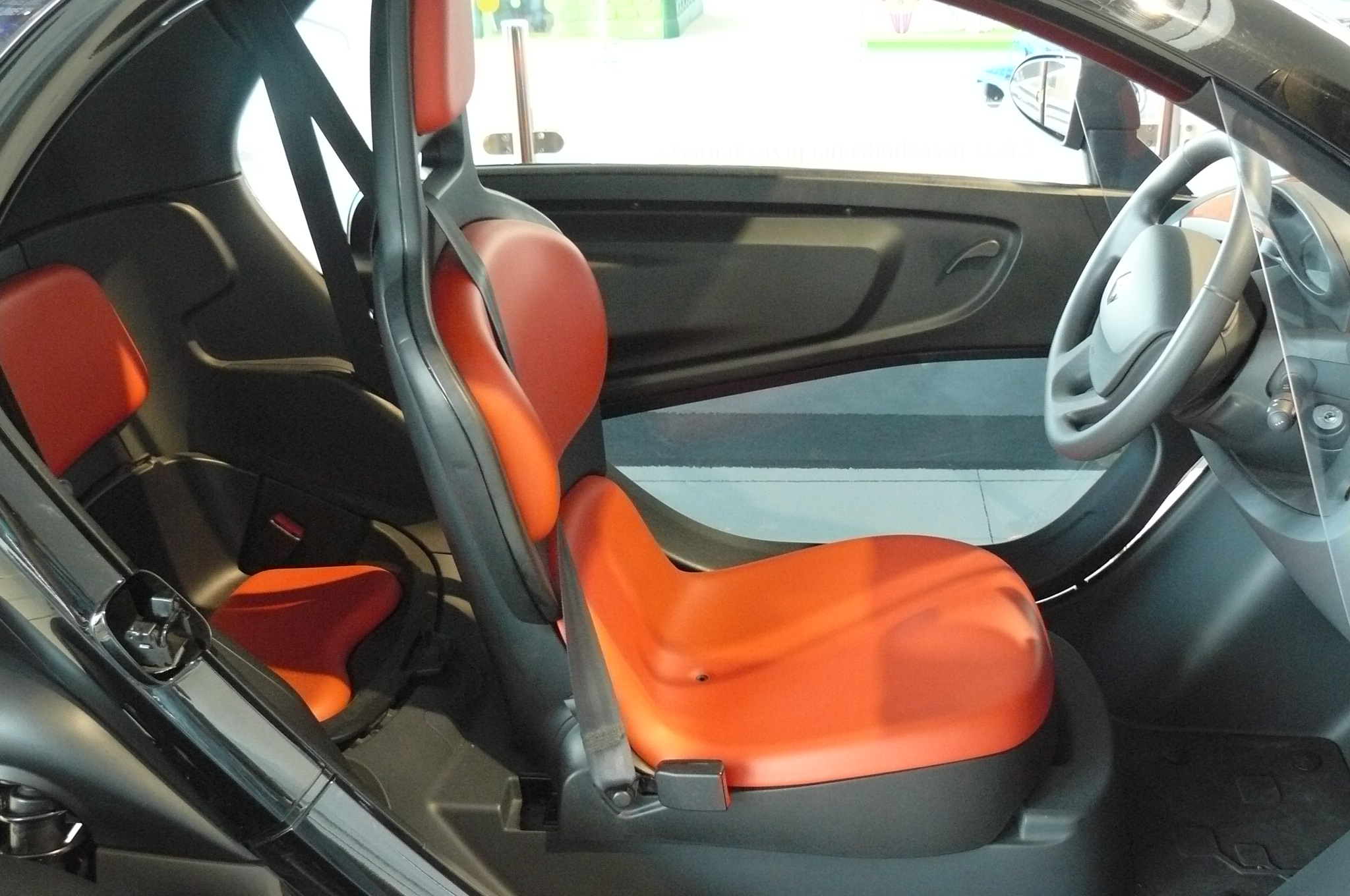
1+1 рассадки.
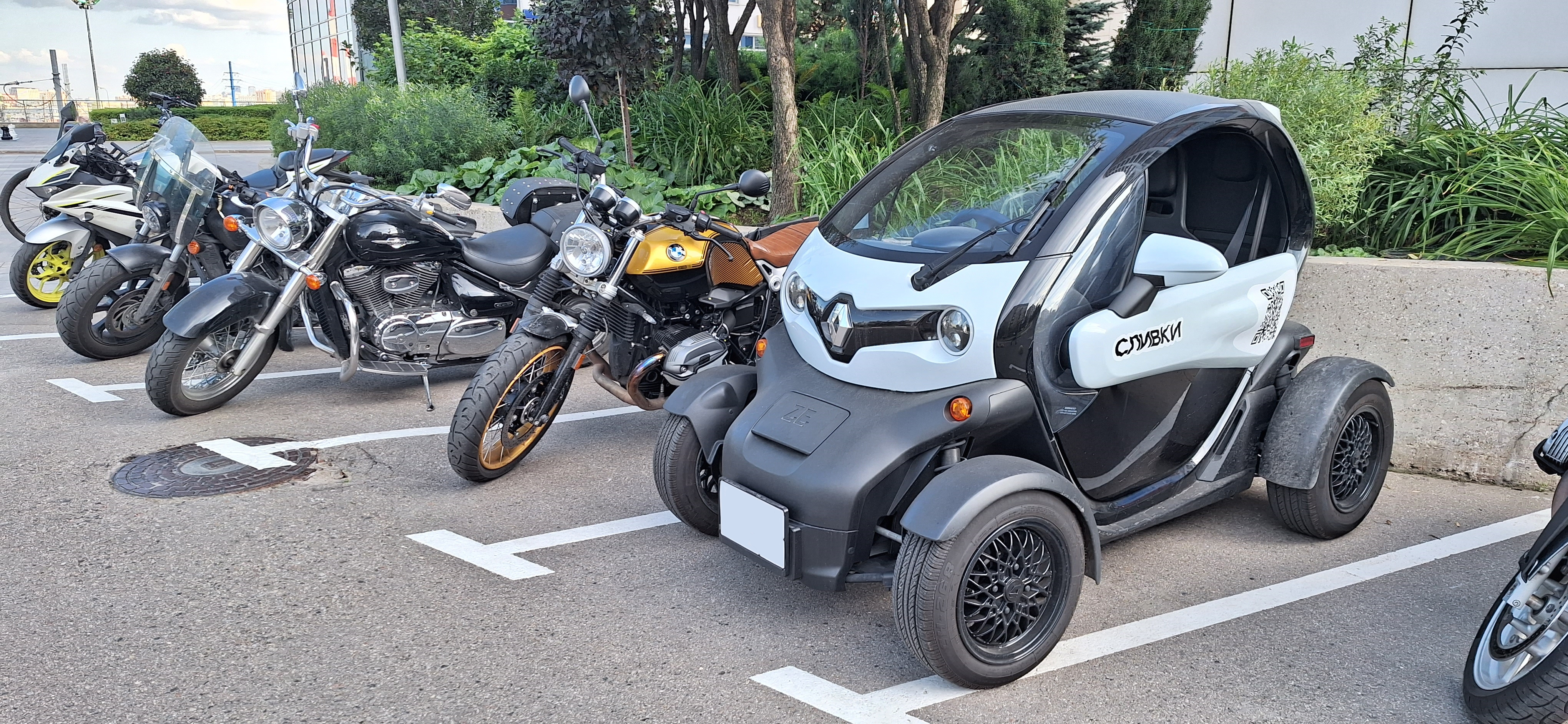
В сравнении с мотоциклами.